# 斯特林法学大楼

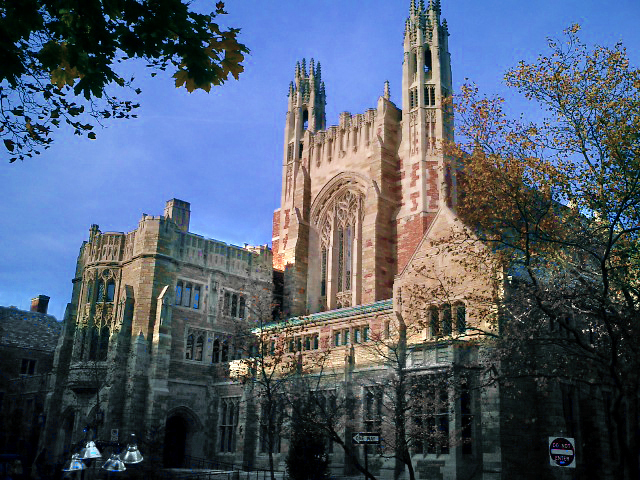
斯特林法学大楼

斯特林法学大楼（Sterling Law Building）是美國耶鲁法学院的所在地，位于纽黑文华尔街127号，靠近市中心区，在耶鲁大学校园的心脏。它占据一个街块，介于研究生院、拜内克图书馆、斯特林图书馆和格罗夫街公墓之间。

## 历史
斯特林法学大楼建于1931年，模仿了英国的律師學院，包括教室，办公室，法律图书馆、食堂、日托中心，和庭院。
该楼得名于耶鲁校友、捐款人，纽约谢尔曼·思特灵律师事务所合伙人约翰·威廉·斯特林。